# Spilosoma liturata
Spilosoma liturata là một loài bướm đêm thuộc phân họ Arctiinae, họ Erebidae.